# 大造じいさんとガン
『大造じいさんとガン』（だいぞうじいさんとガン）は、椋鳩十による童話である。老狩人と利口な鳥であるガンの知恵比べを描いた作品。1941年に『少年倶楽部』昭和16年11月号に初出、書籍収録時に「まえがき」が加筆され、文体がです・ます調となった。小学5年生の国語の教科書（読解の学習）にも掲載されている。

## あらすじ
前書き
猪狩りに参加した私は、猟師たちから栗野岳に住む大造じいさんという72歳の猟師を紹介される。大造じいさんを訪ねた私は昔話を聞くうちに、30~5,6年前に起きたガンの頭領「残雪」(ざんせつ)との知恵比べの話に引き込まれていく。
1の場面
じいさんは、栗野岳の麓の沼地を狩場としてガンを撃っていたが、翼に白い混じり毛を持つ「残雪」がガンの群れを率いるようになって、一羽の獲物も仕留められなくなっていた。そこで、タニシをつけたウナギ釣り針を杭につないだ罠を仕掛けることにした。初日に1羽を生け捕りにしたものの、翌日はすべてのタニシを取られた罠が残っているのみだった。丸呑みを禁じ、引き抜いて食べるように残雪が指導したものと判断した大造じいさんは感嘆の唸りを上げる。
2の場面
翌年の狩に備え、大造じいさんは夏から俵1杯のタニシをかき集め、餌場近くに小屋を立てた。餌場にタニシをばら撒き、降り立った群れを小屋から狙い撃ちにする算段だった。が、残雪は昨日までなかった小屋を不審に思ったか、餌場を変えて寄り付こうともしなかった。大造じいさんは憎悪を覚える。
3の場面
3年目の対決に備え、大造じいさんは初年に捕らえたガンを囮にし、残雪の群れを誘導できるよう調教した。囮ガンは大造じいさんの肩に乗り、口笛の指示に従うところまで慣れた。決行の朝、大造じいさんが囮ガンを飛ばす直前、ハヤブサの奇襲を察した残雪の群れは一斉に飛び立った。飛び遅れた囮ガンにハヤブサが襲い掛かる中、残雪が割り込み、ハヤブサと交戦する。射止める絶好の機会を目の当たりにしながらも、大造じいさんは何故か一度向けた銃口を下ろす。墜落し、なおも地上で格闘する2羽を追って大造じいさんは飛び出す。じいさんは逃げ出したハヤブサと対照的に、血まみれのまま大造じいさんを睨み据える残雪に威厳を感じ、感嘆した。
4の場面
大造じいさんの手当てを受け、傷が癒えた残雪を放鳥する。飛び立つ残雪を「ガンの英雄」と称えつつ、大造じいさんはこれまでの卑怯な頭脳戦を悔い改め、正々堂々の真っ向勝負を誓いつつ、残雪が完全に見えなくなるまで見送った。

## 版の違い
出版社の意向による「前書き」の取り扱いの違い、椋本人の敬体改稿、小学校国語教科書トップシェアの光村図書出版をはじめ、教育出版・東京書籍・三省堂・学校図書など（日本文教出版は国語教科書から撤退）教科書出版社各社およびポプラ社や理論社など椋作品を出版する児童書出版社の編集方針の違いにより、多数の版が存在する。
初出版の『少年倶楽部』昭和16年11月号は、紙面不足のため前書きがカットされた。1943年、三光社より出版した作品集「動物ども」に採録する際、前書きを復活し、椋本人により常体文から敬体文に書き換えられた。
- 前書きを採録している教科書は光村版と学図版である。前書きには大造じいさんの年齢が明記され、物語は大造じいさんの壮年期の昔話であることが示される。その他の教科書では、老狩人が残雪と知恵比べをしている現在進行の物語と誤解を生じている。
- 初稿の常体文を採用しているのは教出版と学図版、改定稿の敬体文を採用しているのは光村版・東書版・三省堂版である。椋自身は、西郷竹彦との対談でどちらも許容するコメントを残している[1]。敬体文は語尾を完全に書き換えているものの、文中の接続部が書き換えられていない箇所が複数残っている[2]。また、囮ガンを据えて小屋に篭る瞬間の「さあ、いよいよ戦とう開始だ」とハヤブサを発見した瞬間の「はやぶさだ」は、常体文のままでは大造じいさんのモノローグと解釈できるが、敬体文に直すと単なる地の文に変化してしまう[1]。
- 初稿のタイトルは「大造爺さんと雁」であったが、教育漢字外であるため、教科書では「大造じいさんとがん」または「大造じいさんとガン」に書き換えてある[1]。光村版と三省堂版は、生物和名を片仮名書きする慣例に従い、タイトルをはじめ本文の生物をすべて片仮名表記としている。教科書では、小学5年生で学習しない「戦闘」「英雄」を「戦とう」「英ゆう」と混ぜ書きにする出版社とルビを打つ出版社が混在する。
- 椋の文章表現の誤りを指摘する声も、教育現場では挙がっている。2の場面にて「そして、ねぐらをぬけ出して、このえさ場にやってくるガンの群れを待っているのでした」の係り受けが判然とせず、「大造じいさんがねぐらを抜け出してガンを待つ」のか、「ガンがねぐらを抜け出してえさ場にやってくる」のか、しばしば児童の討論課題として取り上げられる。

## 生物学・生態学上の指摘
文中に霧島山系西端の栗野岳が登場することから、椋が執筆中に赴任していた鹿児島県が舞台とされている。具体的には、現・湧水町の三日月池と想定されている。しかし、戦前から鹿児島県でガン亜科の群れが毎年のように越冬した記録はない。同じカモ科でも、カモ亜科ならば鹿児島県下でも渡ってくる。舞台が現実の霧島山麓であれば、カモ亜科をガン亜科と錯誤または仮託したものということにするのであれば、生物学上の誤りとされる以下の指摘はおおむね解決する。
- 2年にわたり、大造じいさんはタニシを餌として罠を仕掛けるが、ガン亜科はほとんど草食性でタニシを食べることはほとんどない[2]。マガン越冬地の宮城県蕪栗沼ではわずか1件の目撃例があるのみである[4]。対するカモ亜科は、カルガモを好例として雑食傾向が強く、タニシも餌の一部となる。
- 囮ガンが大造じいさんの「肩先にとまる」ほど慣れているとする表現があるが、ガン亜科・カモ亜科を問わず、脚の形状から肩をつかむことは不可能である[2]。もっとも、大造じいさんに慣れていることを暗示した慣用句・比喩表現である可能性はある。
- ハヤブサは翼長120センチメートル程度を上限とする中型猛禽で、1.8キログラム以下の獲物を狩る。対するマガンは最大翼長165センチメートル、体重2キログラム以上に達する大型の鳥であり、ハヤブサの餌としては大きすぎる（※若鳥を狙った可能性はある）。一方でガン亜科としては、カリガネやヒシクイなどの中小型種であれば、ハヤブサが襲う余地はある。小型種が多いカモ亜科ならば、ハヤブサの餌としては最適である。マガンを実際に襲う猛禽としては、翼長2メートル前後に達するオジロワシが知られる[4]。

## エピソード
1970年ごろ、椋鳩十がある学校で講演したとき教師の半数以上がボイコットをした。大戦直前に発表した『大造じいさんとガン』には、「おれたちはまた堂々とたたかおうじゃあないか」と少年読者を戦争へ駆り立てる意図があるという理由であった。これについて椋は、「戦時中「死ぬことが美しい」という考え方が広まった。そうではなく「生きることこそ美しい」ことを強調したかった。不合理で、非人間的な軍国主義の時代だからこそ、「動物ども」の生命の尊厳をうたいあげることが、最も痛烈にクレージーな時代を告発することになると私は信じた」と心境を語っている。

## 既刊一覧
椋鳩十 著
- 『大造じいさんとガン (子供図書館 新版)』[情報 1]1988年10月発行（大日本図書）、ISBN 4-4771-7598-1
- 『大造じいさんとガン (椋鳩十動物童話集 第6巻)』1990年11月発行（小峰書店）、ISBN 4-3380-9306-4
- 『大造じいさんとガン (椋鳩十学年別童話 4年生の童話1)』[情報 2]1991年3月発行（理論社）、ISBN 4-6520-2249-2
- 『大造じいさんとガン』[情報 3]発行（点字絵本の会）
- 『大造じいさんとガン (子ども図書館)』[情報 4]1968年発行（大日本図書）
- 『大造じいさんとガン (椋鳩十名作えほん5)』[情報 5]1975年発行（ポプラ社）
- 『動物のふしぎ (少年文庫)』[情報 6]1947年3月発行（光文社）

### 書籍に関する注釈
1. ↑  井口文秀 絵
2. ↑  杉浦範茂 絵
3. ↑  山本重夫 点字訳、寒川孝久 絵/校正、原本は『椋鳩十全集1　月の輪グマ』1969年（ポプラ社）
4. ↑  大造じいさんとガン以外に3作品収録されている
5. ↑  おのきがく 絵
6. ↑  大造じいさんとガン以外に8作品収録されている